# مانوئل معمار
مانوئل معمار (ارمنی: Մանուել Ճարտարապետ سده ۱۰ میلادی) نقاش و مجسمه‌ساز اهل ارمنستان بود. 
وی آثارش در نیمه اول سده ۱۰ میلادی در واسپوراکان خلق نموده‌است. وی معمار ارشد شاهزاده‌نشین آرتسرونی بوده است.

## نگارخانه

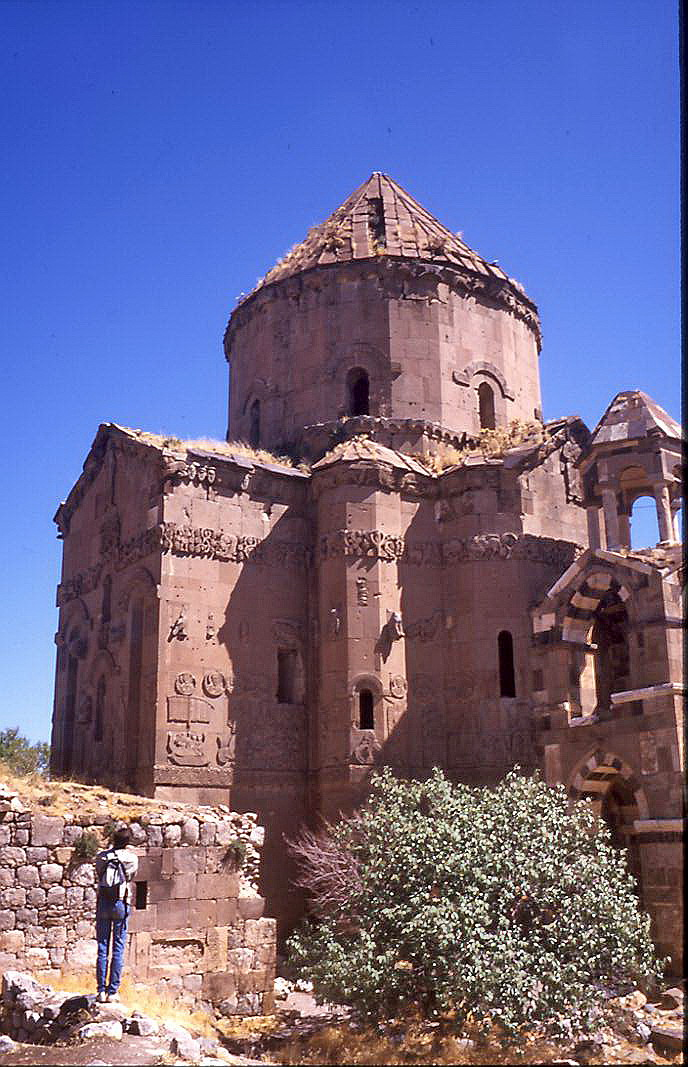
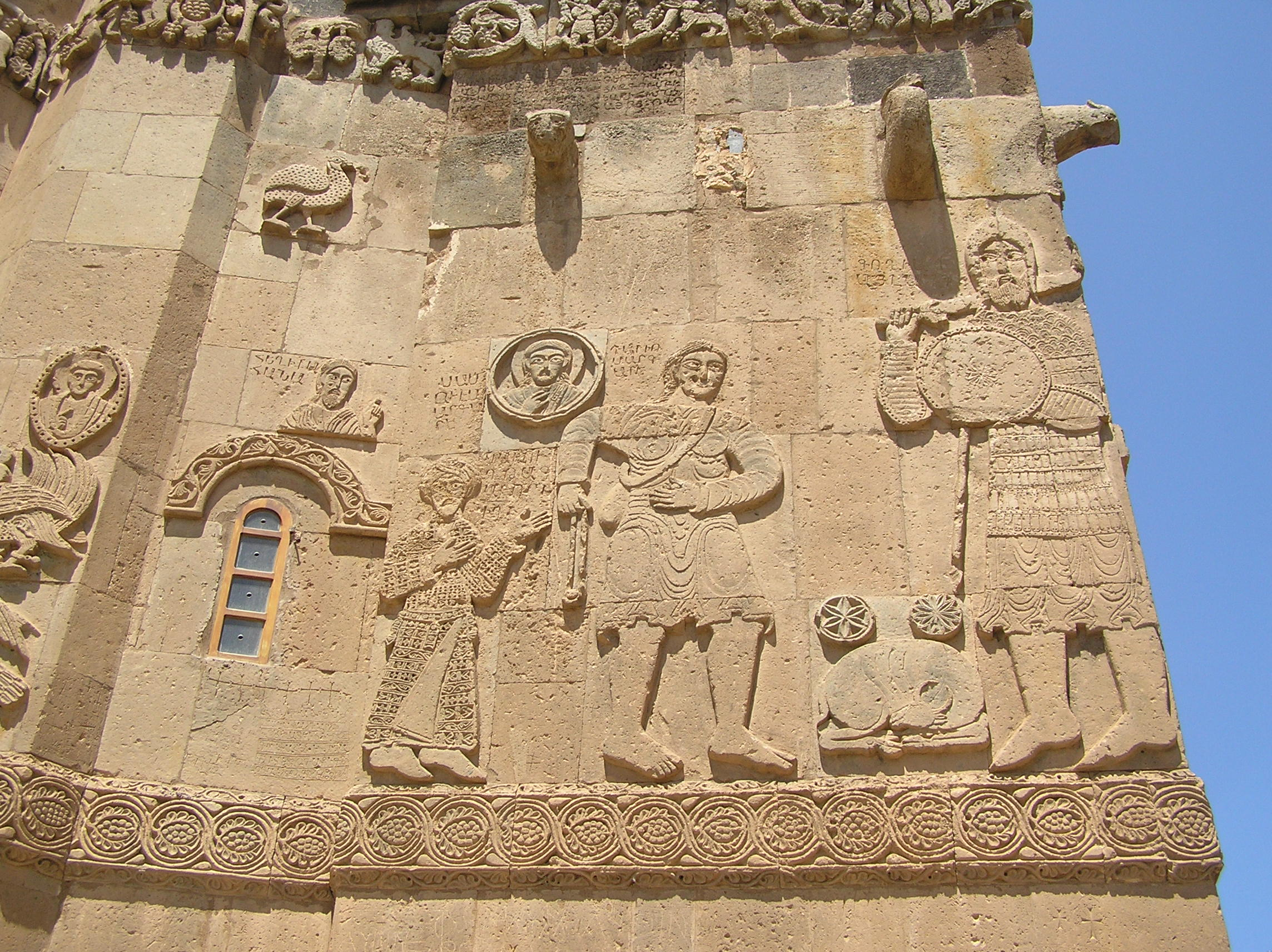